# XXXXVII. tankový sbor (Wehrmacht)
XXXXVII. tankový sbor (německy: XXXXVII. Panzerkorps) byl německý bojový tankový útvar za druhé světové války. Sbor byl vytvořen v červnu roku 1942 ze XXXXVII. armádního sboru. Účastnil se operace Barbarossa a bojoval na východní frontě o Brest, Minsk, Smolensk a Tulu.
V lednu 1942 se stáhnul ke Vytebet a posléze se účastnil německé protiofenzívy u Vesniny. Později bojoval o vesnice Zhizdra, Kirov, Lovat a Dubrovka. V červenci 1943 byl sbor převelen do jižního sektoru východní fronty a po těžkých bojích se v dubnu 1944 stáhl do Moldávie.
Následující měsíc byl převelen do Francie k odpočinku. S vypuknutím spojenecké invaze do Normandie se účastnil bojů proti spojeneckým jednotkám a později bitvy v Ardenách. Ke konci války se stáhl do oblasti Dolního Rýna, kde se také nakonec jeho jednotky vzdaly spojeneckým vojskům.

## Velitelé
- Generál tankových vojsk Joachim Lemelsen (21. červen 1942 – 10. říjen 1943)
- Generál tankových vojsk Heinrich Eberbach (11. říjen 1943 – 22. říjen 1943)
- Generál tankových vojsk Joachim Lemelsen	(22. říjen 1943 – 4. listopad 1943)
- Generál tankových vojsk Erhard Raus (5. listopad 1943 – 30. listopad 1943)
- Generálporučík Rudolf von Bünau (30. listopad 1943 – 30. prosinec 1943)
- Generálporučík Nikolaus von Vormann (30. prosinec 1943 – 4. březen 1944)
- Generál tankových vojsk Hans von Funck (5. březen 1944 – 5. září 1944)
- Generálporučík Heinrich von Lüttwitz (5. září 1944 – 8. listopad 1944)
- Generál tankových vojsk Heinrich von Lüttwitz (9. listopad 1944 – 16. duben 1945)

## Oblasti operací
- Východní fronta, centrální sektor (červen 1941 – červenec 1943)
- Východní fronta, jižní sektor 	(červenec 1943 – duben 1944)
- Rumunsko (duben 1944 – květen 1944)
- Francie (květen 1944 – prosinec 1944)
- Ardeny (prosinec 1944 – únor 1945)
- Dolní Rýn (únor 1945 – květen 1945)

## Vlastní jednotky sboru
- Artillerie Kommando 447 (447. dělostřelecký oddíl)
- Korps-Nachrichten Abteilung 447 (447. zpravodajský oddíl sboru)
- Korps-Nachschub Truppen 447 (447. četa zásobování sboru)
- Ost-Bataillon 447 (447. východní prapor)